# 櫻桃的滋味
《櫻桃的滋味》（  طعم گيلاس）是伊朗導演阿巴斯·奇亞羅斯塔米所執導的電影，於1997年坎城影展首映，並獲得金棕櫚獎。1998年波士顿影评人协会最佳外语片奖。

## 外部連結
- Criterion Collection essay by Godfrey Cheshire （页面存档备份，存于）
- 互联网电影数据库（IMDb）上《Ta'm e guilass》的资料（英文）
- 豆瓣电影上《櫻桃的滋味》的資料 （简体中文）
- 爛番茄上《櫻桃的滋味》的資料（英文）
- AllMovie上《櫻桃的滋味》的资料（英文）